# Джак Файърмън
Джак Файърмън (на английски: Jack Fairman) е бивш британски автомобилен състезател, пилот от Формула 1. Роден на 15 март 1913 година в Орли, Великобритания.

## Формула 1
Джак Файърмън прави своя дебют във Формула 1 в Голямата награда на Великобритания през 1953 година. В световния шампионат записва 13 състезания като печели пет точките, състезава се за пет различни отбора.